# Wolf-Dieter Ahlenfelder
Wolf-Dieter Ahlenfelder (* 11. Februar 1944 in Oberhausen; † 2. August 2014 ebenda) war ein deutscher Fußballschiedsrichter.

## Leben
Ahlenfelder begann seine Schiedsrichterlaufbahn in Oberhausen bei Sterkrade 08. Er leitete am 27. August 1975 sein erstes (Werder Bremen gegen Hertha BSC, 3:2) und am 21. Mai 1988 (VfB Stuttgart gegen den SV Waldhof Mannheim, 1:1) sein letztes Bundesligaspiel. 1984 stand er für ein Jahr auf der FIFA-Liste, kam jedoch in Europacup- oder Länderspielen zu keinem Einsatz als Schiedsrichter. Gleichwohl wurde er aber als Linienrichter eingesetzt, unter anderem mit Walter Eschweiler in einem Spiel des FC Liverpool.
Insgesamt pfiff er 106 Bundesligaspiele, bei denen er mit vier roten Karten auskam, sowie zwischen 1974 und 1988 83 Spiele der zweiten Bundesliga. Mit 58 Jahren leitete Ahlenfelder sein letztes Fußballspiel in der Kreisliga.
Ahlenfelder, der als gelernter Mineralöl-Kaufmann bei BP arbeitete, lebte zusammen mit seiner Frau in Oberhausen-Holten.
Mit 70 Jahren starb Ahlenfelder nach langer Zuckerkrankheit und wurde in Sterkrade beigesetzt.

## Trivia
Besonders in Erinnerung bleibt die Partie vom 8. November 1975 zwischen Werder Bremen und Hannover 96 (0:0), als der angetrunkene Ahlenfelder die erste Halbzeit zunächst nach 32 Minuten abpfiff, dann doch weiterspielen ließ und schließlich 90 Sekunden vor Ablauf der regulären Spielzeit endgültig zur Halbzeit pfiff. Er hatte vor dem Spiel zum Mittagessen nach eigener Aussage ein Bier und einen Malteser-Schnaps zu sich genommen. Wer heute in der Bremer Vereinsgaststätte einen „Ahlenfelder“ bestellt, erhält ein Bier und einen Malteser.
Eine Gaststätte unweit des Weserstadions am Brommy-Platz in Bremen heißt seit dem November 2021 „Ahlenfelder“.
Legendär ist auch sein Wortwechsel mit Paul Breitner während eines anderen Spiels:
Paul Breitner: „Ahlenfelder, du pfeifst wie ein Arsch.“
Ahlenfelder: „Breitner, kann es sein, dass du spielst wie ein Arsch?“

## Auszeichnungen
In der Saison 1983/84 wurde Ahlenfelder vom Deutschen Fußball-Bund als bester deutscher Schiedsrichter mit der „Goldenen Pfeife“ ausgezeichnet.